# Amauromyza lamii
Amauromyza lamii är en tvåvingeart som först beskrevs av Johann Heinrich Kaltenbach 1858.  Amauromyza lamii ingår i släktet Amauromyza och familjen minerarflugor.
Artens utbredningsområde är Tyskland. Inga underarter finns listade i Catalogue of Life.